# Jose Corazon Tumbagahan Tala-oc
Jose Corazon Tumbagahan Tala-oc (* 16. Juni 1950 in Tagas, Albay, Philippinen) ist Bischof von Kalibo.

## Leben
Jose Corazon Tumbagahan Tala-oc empfing am 9. April 1979 das Sakrament der Priesterweihe.
Am 11. Juni 2003 ernannte ihn Papst Johannes Paul II. zum Bischof von Romblon. Der Erzbischof von Manila, Jaime Lachica Kardinal Sin, spendete ihm am 30. Juli desselben Jahres die Bischofsweihe; Mitkonsekratoren waren der Erzbischof von Capiz, Onesimo Cadiz Gordoncillo, und der Bischof von Antipolo, Gabriel Villaruz Reyes. Am 25. Mai 2011 bestellte ihn Papst Benedikt XVI. zum Bischof von Kalibo.